# Västra Jippmokksjön
Västra Jippmokksjön är en sjö i Storumans kommun i Lappland och ingår i Umeälvens huvudavrinningsområde. Sjön har en area på 1,02 kvadratkilometer och ligger 439,3 meter över havet. Sjön avvattnas av vattendraget Kvarnbäcken.

## Delavrinningsområde
Västra Jippmokksjön ingår i det delavrinningsområde (724463-152519) som SMHI kallar för Utloppet av Västra Jippmokksjön. Medelhöjden är 509 meter över havet och ytan är 8,45 kvadratkilometer. Det finns inga avrinningsområden uppströms utan avrinningsområdet är högsta punkten. Kvarnbäcken som avvattnar avrinningsområdet har biflödesordning 2, vilket innebär att vattnet flödar genom totalt 2 vattendrag innan det når havet efter 297 kilometer. Avrinningsområdet består mestadels av skog (77 procent). Avrinningsområdet har 1,02 kvadratkilometer vattenytor vilket ger det en sjöprocent på 12 procent.